# 北方村 (宮城県)
北方村（きたかたむら）は、昭和30年（1955年）まで宮城県登米郡北西部にあった村。現在の登米市迫町北方にあたる。

## 地理
- 河川：迫川

## 沿革
- 明治11年（1878年） - 北方村が栗原郡から登米郡に移管される。
- 明治22年（1889年）4月1日 - 町村制施行にともない、北方村のうち佐沼城下町を割いて佐沼町とし、残部を以て新制の北方村を発足させる。
- 昭和30年（1955年）4月1日 - 佐沼町・新田村と合併し、迫町となる。

## 行政
- 歴代村長

| 代 | 氏名         | 就任                       | 退任                       | 備考 |
| -- | ------------ | -------------------------- | -------------------------- | ---- |
| 1  | 上野甚三郎   | 明治22年（1889年）4月23日  | 明治24年（1891年）3月30日  |      |
| 2  | 阿部正太夫   | 明治24年（1891年）4月6日   | 明治28年（1895年）2月12日  |      |
| 3  | 一迫平吉     | 明治28年（1895年）4月30日  | 明治36年（1903年）5月9日   |      |
| 4  | 尾形清八     | 明治36年（1903年）5月11日  | 明治38年（1905年）1月12日  |      |
| 5  | 上野彦蔵     | 明治38年（1905年）2月15日  | 明治42年（1909年）2月8日   |      |
| 6  | 門田吟兵衛   | 明治42年（1909年）2月9日   | 大正2年（1913年）2月8日    |      |
| 7  | 上野彦蔵     | 大正2年（1913年）2月9日    | 大正3年（1914年）4月8日    | 再任 |
| 8  | 加藤茂左衛門 | 大正3年（1914年）4月27日   | 大正4年（1915年）12月31日  |      |
| 9  | 上野栄太郎   | 大正5年（1926年）2月16日   | 昭和7年（1932年）4月4日    |      |
| 10 | 三浦甚之丞   | 昭和7年（1932年）4月19日   | 昭和9年（1934年）3月17日   |      |
| 11 | 佐々木省三   | 昭和9年（1934年）3月23日   | 昭和14年（1939年）9月3日   |      |
| 12 | 佐々木保範   | 昭和15年（1940年）2月15日  | 昭和15年（1940年）6月18日  |      |
| 13 | 佐藤熊記     | 昭和15年（1940年）12月27日 | 昭和19年（1944年）12月26日 |      |
| 14 | 門田倫平     | 昭和20年（1945年）1月30日  | 昭和21年（1946年）11月27日 |      |
| 15 | 袋光雄       | 昭和21年（1946年）12月24日 | 昭和26年（1951年）3月30日  |      |
| 16 | 佐々木源五郎 | 昭和26年（1951年）5月1日   | 昭和30年（1955年）3月31日  |      |